# Трекванда
Трекванда (итал. Trequanda) је насеље у Италији у округу Сијена, региону Тоскана.
Према процени из 2011. у насељу је живело 452 становника. Насеље се налази на надморској висини од 434 м.

## Становништво
Према резултатима пописа становништва 2011. у општини је живело 1.339 становника.
| 1931. | 1936. | 1951. | 1961. | 1971. | 1981. | 1991. | 2001. | 2011. |
| ----- | ----- | ----- | ----- | ----- | ----- | ----- | ----- | ----- |
| 3.248 | 3.308 | 3.519 | 2.645 | 1.611 | 1.418 | 1.374 | 1.417 | 1.339 |

## Партнерски градови
- Пођо Сан Марчело